# Pociąg

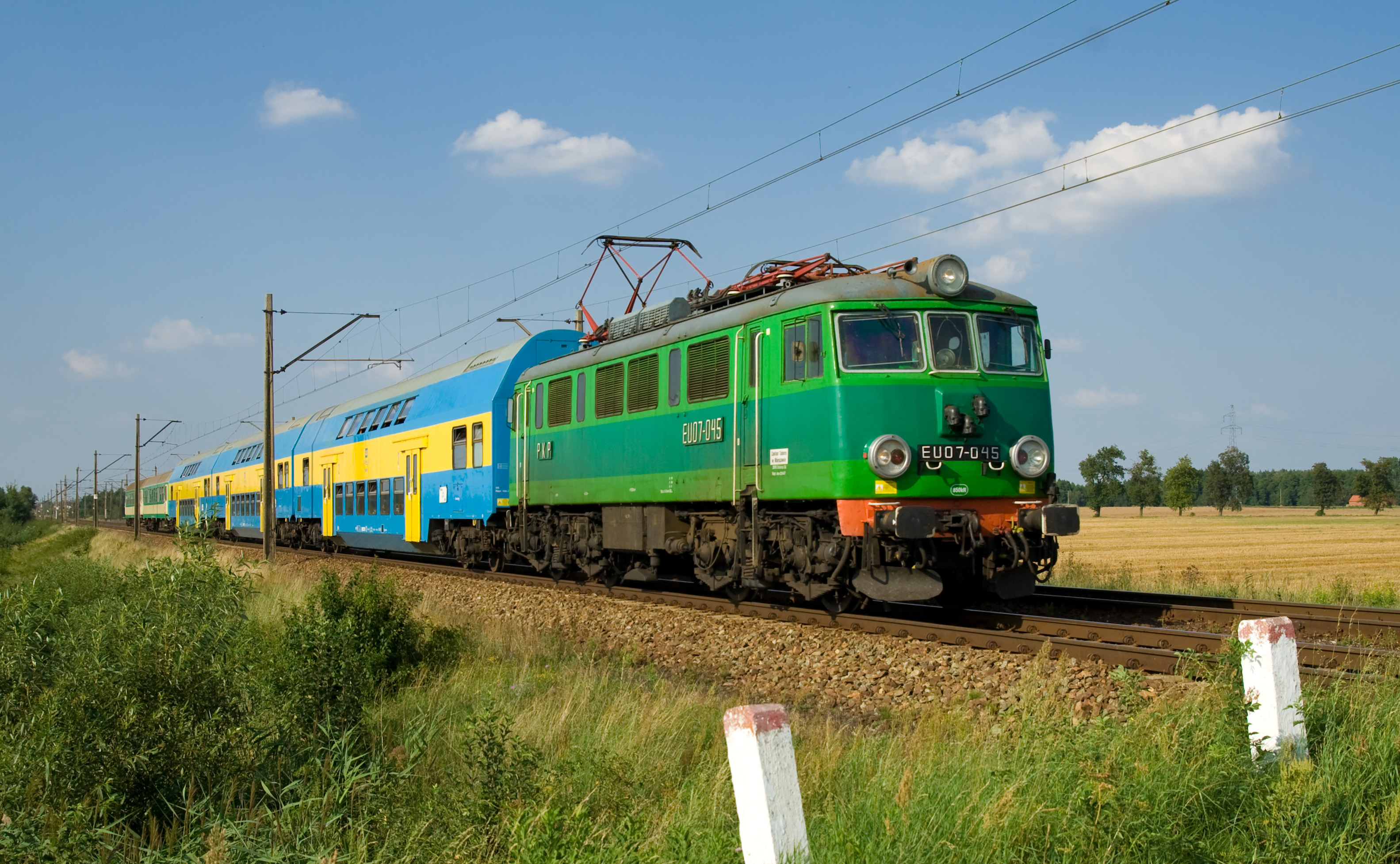
Pociąg osobowy prowadzony lokomotywą EU07-045

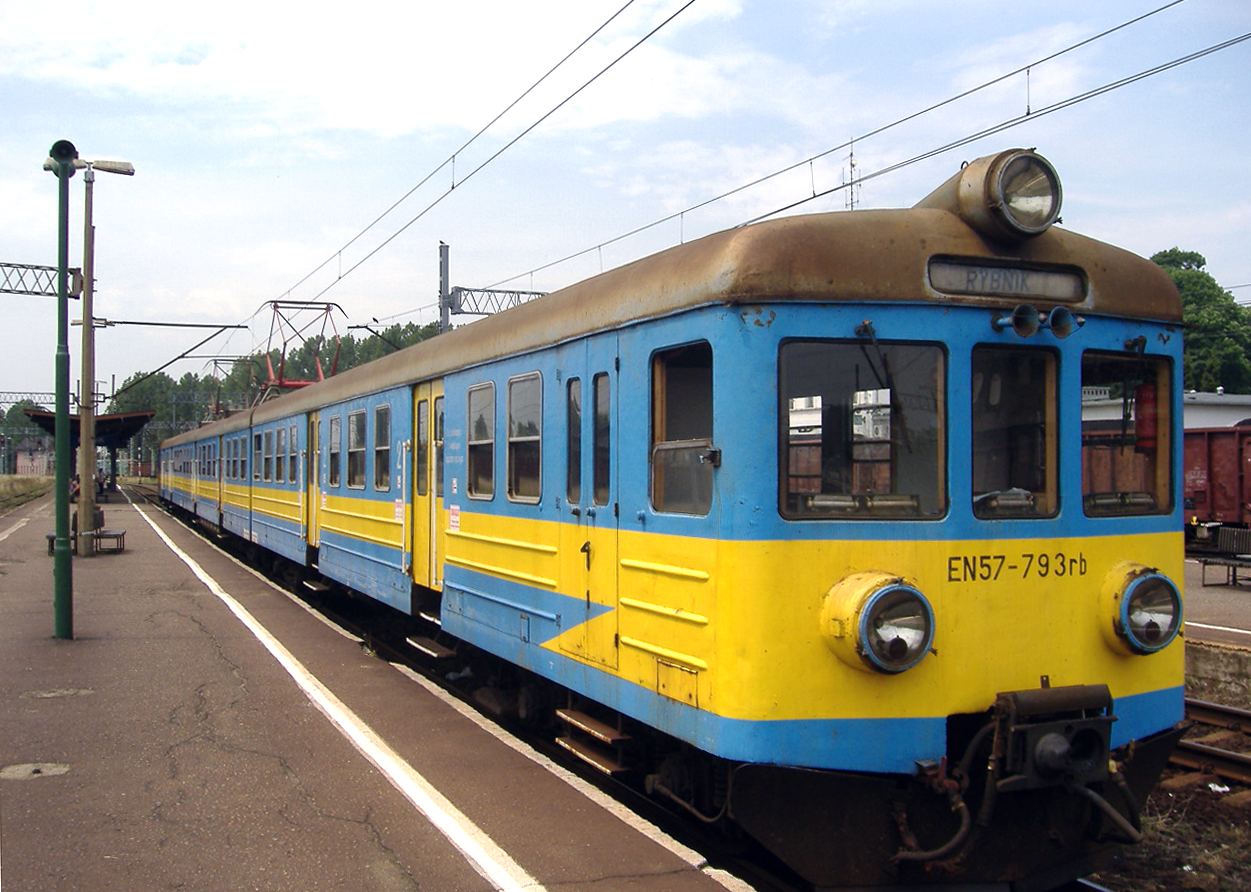
EN57 na stacji Rybnik

Pociąg – w pojęciu ogólnym: zestaw wagonów z lokomotywą lub wagonem silnikowym, poruszający się po szynach po wyznaczonej trasie; w transporcie kolejowym w Polsce szczegółowo określa się go jako: skład sprzęgniętych ze sobą wagonów lub innych pojazdów kolejowych (zespół trakcyjny, wagon silnikowy, lokomotywa, tabor specjalny) mających samodzielny napęd albo połączonych z co najmniej jedną czynną lokomotywą, osygnalizowany zgodnie z przepisami, odpowiednio wyposażony (obsługa, materiały eksploatacyjne), przygotowany do drogi albo będący w drodze.
Podstawowym przeznaczeniem pociągu jest zaspokajanie potrzeb przewozowych polegających na przemieszczaniu osób i towarów.
W transporcie drogowym pociągiem drogowym określa się zespół samochodowy składający się z pojazdu drogowego połączonego z przyczepą.
Termin "pociąg" może odnosić się również do tramwajów, dawniej nazywanych czasem koleją lub kolejką. Tradycyjnie na sieci tramwajów w Górnośląsko-Zagłębiowskiej Metropolii termin ten stosowany jest przez Tramwaje Śląskie do dziś opisujący tramwaj na linii, lub w drodze określonej przez rozkład jazdy pociągu nadający mu numer (dla użytku wewnętrznego).

## Ruch

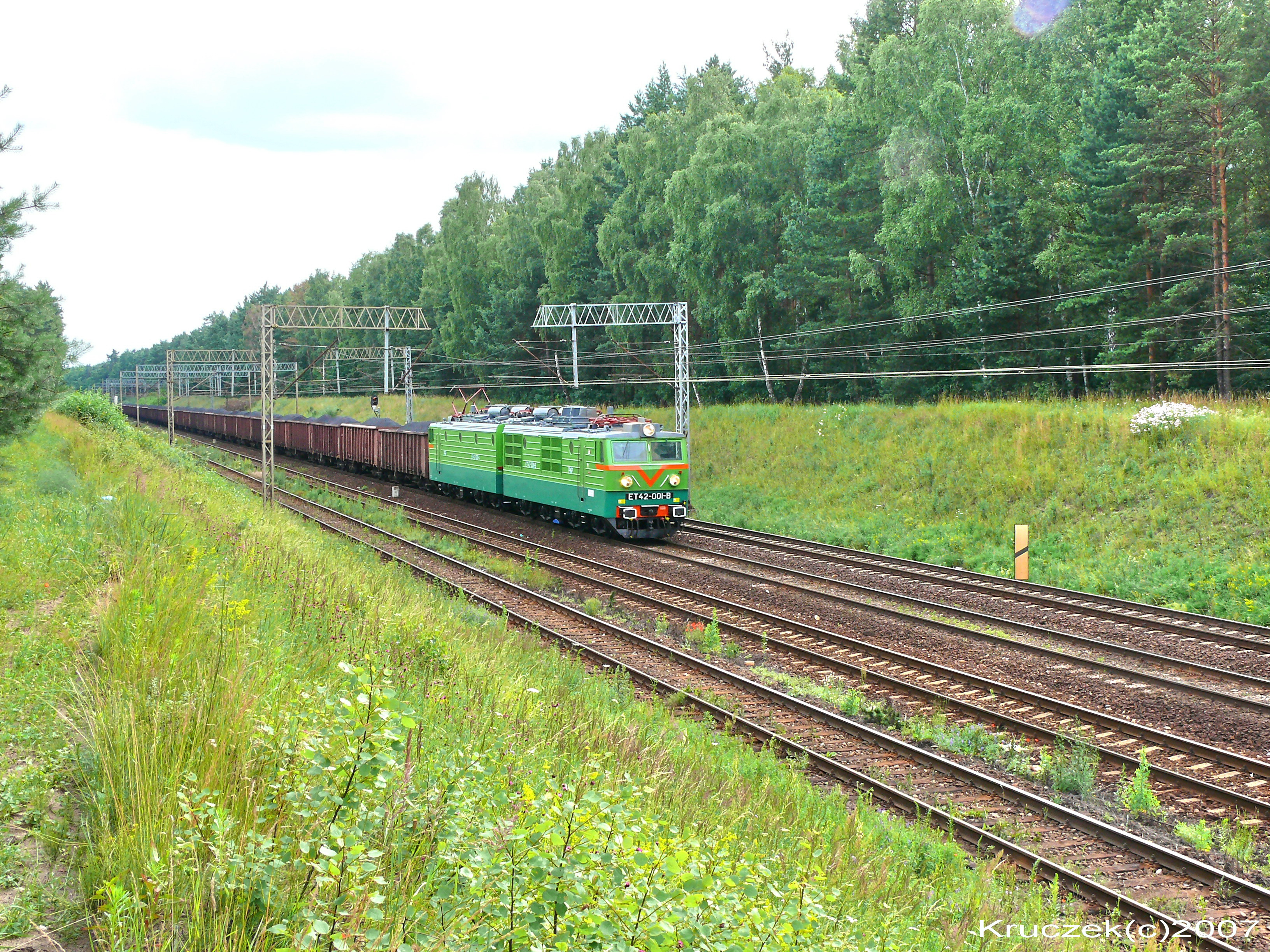
Pociąg towarowy z ładunkiem miału węglowego

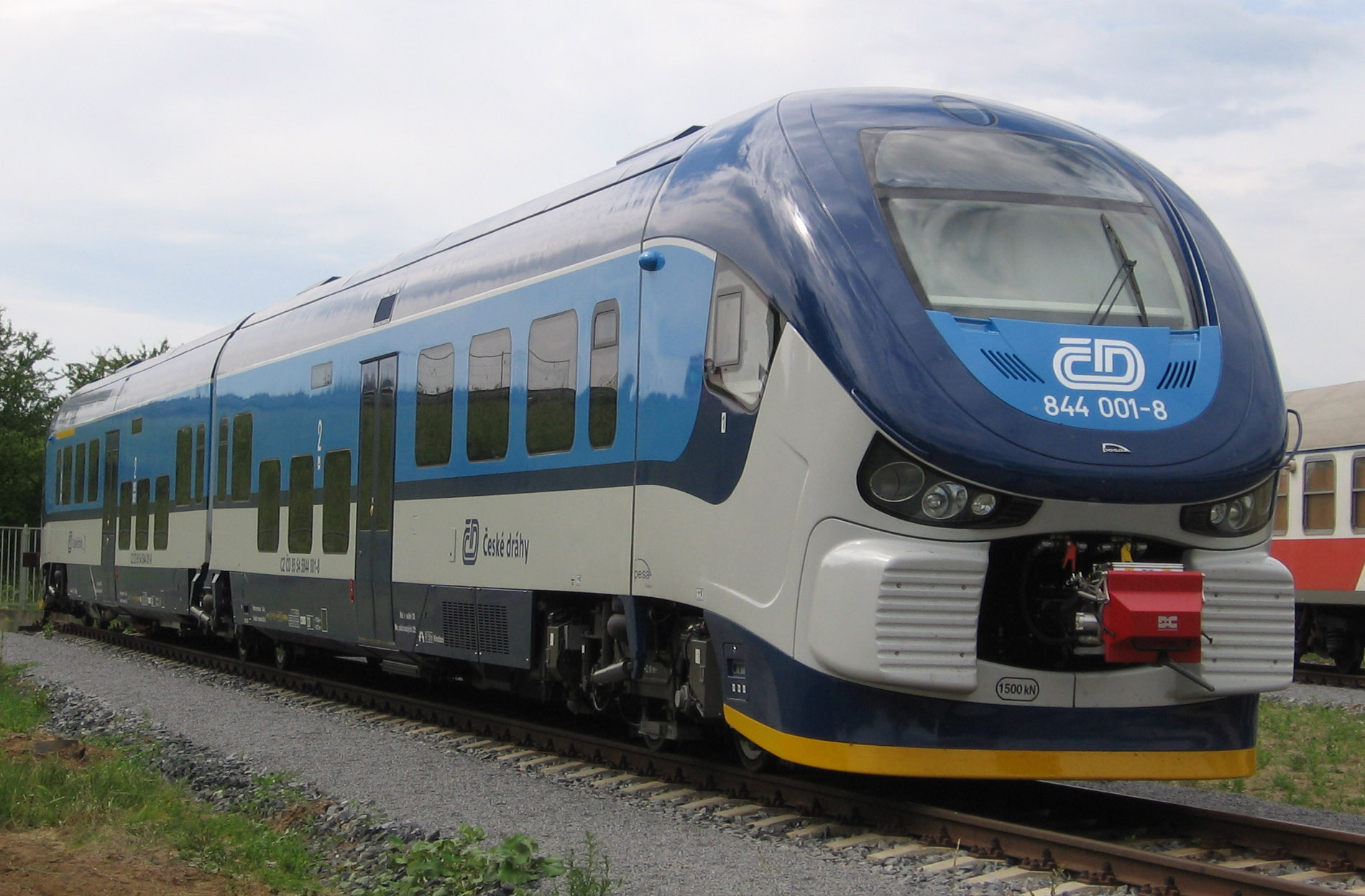
Link – najnowszy (2012) spalinowy zespół trakcyjny bydgoskiego producenta pojazdów szynowych Pesa

Nie licząc pociągów specjalnych, ruch kolejowy odbywa się wyłącznie na podstawie rozkładu jazdy przygotowanego przez jednostkę zarządzającą organizacją ruchu kolejowego. W Polsce są to wyznaczone jednostki Polskich Linii Kolejowych. Rozkład jazdy konstruowany jest na uprzednie zamówienie operatora kolejowego – uprawnionego do prowadzenia przewozów, z uwzględnieniem cech technicznych taboru włączonego w skład pociągu, cech technicznych linii kolejowej, po której będzie odbywał się przejazd pociągu i możliwych do zrealizowania oczekiwań operatora pociągu. Rozkład jazdy pociągu zawiera plan przejazdu, określa maksymalną dozwoloną dla danego pociągu prędkość, charakterystykę hamulca i oznaczony jest unikalnym numerem, który służy do rozpoznawania danego pociągu przez pracowników uczestniczących w prowadzeniu ruchu kolejowego.
Ruch pociągów w Polsce prowadzony jest na podstawie przepisów ustawy o transporcie kolejowym i rozporządzenia Ministra Infrastruktury w sprawie ogólnych warunków prowadzenia ruchu kolejowego i sygnalizacji, których implementacją wewnętrzną na liniach Polskich Linii Kolejowych jest Instrukcja o prowadzeniu ruchu pociągów Ir-1.

## Obsługa
Pociąg jest obsługiwany przez wykwalifikowanych i uprawnionych do tego pracowników. Jest to drużyna pociągowa, w skład której mogą wchodzić:
- drużyna trakcyjna (maszynista i pomocnik maszynisty, a w przypadku lokomotyw parowych może to być też palacz, albo – w trakcji innej niż parowa – sam maszynista) – do której obowiązków należą przestrzeganie bezpieczeństwa ruchu kolejowego, prowadzenie pociągu zgodnie z rozkładem jazdy oraz wykonywanie poleceń przekazywanych za pomocą sygnalizacji kolejowej,
- drużyna konduktorska (kierownik pociągu i konduktorzy, albo sam kierownik pociągu) – nadzór nad bezpieczeństwem ruchu kolejowego, pomoc i sprzedaż usług pasażerom i opieka nad przewożonym towarem.

Pracą drużyny pociągowej zarządza kierownik pociągu, a jeśli nie ma go w składzie – maszynista. Drużyna pociągowa może składać się też z samej tylko drużyny trakcyjnej (ma zastosowanie w przypadku pociągów towarowych, w niektórych przypadkach może mieć zastosowanie w pociągach pasażerskich, np. w pociągach Warszawskiej Kolei Dojazdowej).

## Historia
Pierwsze pociągi znajdowały zastosowanie w zakładach przemysłowych bądź w kopalniach i napędzane były siłą mięśni zwierząt pociągowych lub ludzi. Pierwszy na świecie pociąg w regularnej komunikacji kolejowej odbył swój przejazd na linii Stockton – Darlington w Anglii 27 września 1825 przewożąc 600 pasażerów na tej liczącej 15 km trasie.
Na obecnych terenach Polski pierwszy przejazd pociągu pasażerskiego odbył się na trasie Wrocław Główny – Oława w dniu 22 maja 1842. O godzinie 6:00 w trasę wyruszył pociąg składający się z lokomotywy parowej i ośmiu wagonów i zabrał 102 pasażerów. Przejazd trwał 42 minuty w jedną stronę i 43 minuty z powrotem. Pierwszego dnia wykonano cztery kursy.
W 1895 r. uruchomiono pierwszą linię kolejową zasilaną elektrycznie, po której mogły się poruszać pociągi elektryczne. W Europie pierwsze elektryczne pociągi pojawiły się w roku 1902 we włoskich Alpach. Na starym kontynencie napęd elektryczny stał się w XX wieku podstawą transportu kolejowego. Na innych kontynentach, ze względu na duże odległości i niską częstotliwość ruchu, przewagę uzyskały pociągi poruszane za pomocą trakcji spalinowej.
W 1941 r. amerykańska spółka Union Pacific Railroad zakupiła lokomotywę „Big Boy” (pl. Duży Chłopiec), liczącą czterdzieści metrów długości, sześć metrów wysokości i sześćset ton wagi. Była przeznaczona do ciągnięcia składów towarowych, liczących niekiedy sto wagonów, przez Góry Skaliste w USA. Na zboczu Shermann Hill, najtrudniejszym odcinku trasy w Górach Skalistych, lokomotywie pomagał zwykle inny parowóz tego samego typu. Do dziś zachowało się siedem z dwudziestu pięciu kolosów.
W Japonii po II wojnie światowej powszechne w użytku stały się pociągi elektryczne. W 1964 r. również w Japonii uruchomiono pierwszą kolej dużych prędkości. W 1981 r. we Francji uruchomiono szybkie pociągi TGV. W latach 80. XX wieku w Europie oraz w Japonii rozpoczęto eksperymenty z koleją magnetyczną.

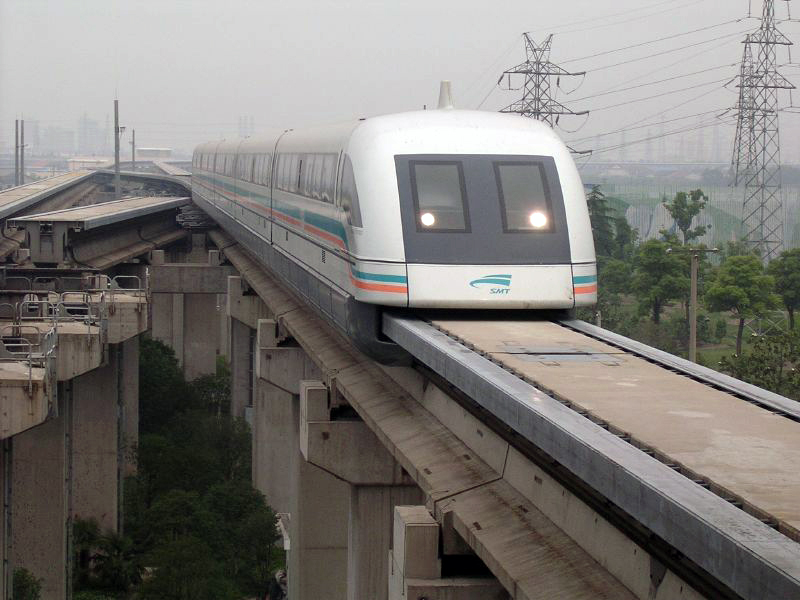
Pociąg lewitujący na poduszce magnetycznej (Szanghaj)

Pierwsza z linii, po której kursują pociągi kolei magnetycznej została uruchomiona w 1984 r. w Birmingham (odcinek 600 m, zamknięty w 1995 r.), ale pełne zastosowanie komercyjne miało miejsce w 2003 r. w Szanghaju.

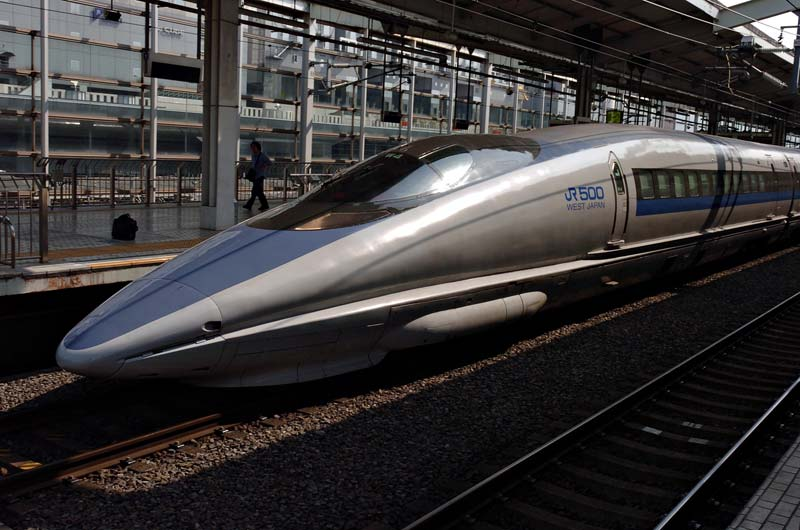
Japoński pociąg dużych prędkości Shinkansen

## Podział
Pod względem rodzaju przewozów pociągi dzielą się na:
- pasażerskie
- towarowe
- mieszane
- służbowe.

Pod względem kursowania pociągi dzielą się na:
- stałe, przewidziane w rozkładzie jazdy i kursujące codziennie lub w ustalone dni,
- niestałe, do których należą:
  - pociągi dodatkowe, przewidziane w rozkładzie jazdy, lecz uruchamiane w razie potrzeby,
  - pociągi nadzwyczajne, nieprzewidziane w rozkładzie jazdy, a uruchamiane w razie potrzeby według rozkładu jazdy specjalnie dla nich opracowanego lub bez szczegółowego rozkładu jazdy.

### Pociągi pasażerskie
Pociąg pasażerski przeznaczony jest do przewozu osób i bagażu, a także przesyłek (np. pocztowych). Może być zestawiony z lokomotywy i wagonów osobowych (w niezbędnej konfiguracji – wagony z miejscami do siedzenia, barowe, restauracyjne, bagażowe, z miejscami do leżenia, sypialne, pocztowe), z zespołu trakcyjnego stanowiącego zwarty skład, w którym występują jeden lub kilka członów silnikowych i człony dla podróżnych w niezbędnej konfiguracji, albo z wagonu silnikowego (zwanego potocznie „autobusem szynowym”). Do pociągu pasażerskiego mogą zostać włączone wagony towarowe, np. wagony do przewozu samochodów. Przejazd pociągiem odbywa się na podstawie biletu. Jeśli zachodzi taka potrzeba, wymagane jest też uiszczenie opłaty dodatkowej (np. za miejsce rezerwowane, sypialne). Jednorazowo pociągiem pasażerskim można przewieźć od kilkudziesięciu do około 1500 osób. Liczba przewożonych osób uzależniona jest od liczby miejsc do siedzenia oraz możliwości zajęcia przez pasażerów miejsc stojących. W Europie zachodniej do przewozu osób stosuje się głównie elektryczne składy zespolone.

#### Pociągi pasażerskie w Polsce

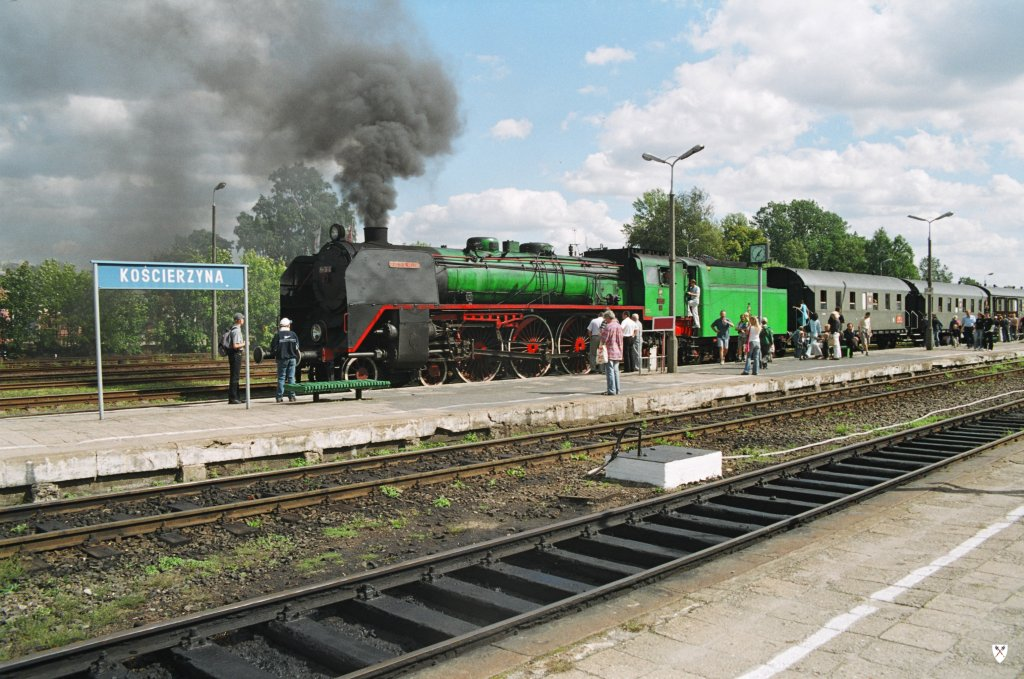
Pociąg retro Kościerzyna-Gdynia ciągnięty przez parowóz Pm36-2

W Polsce przewoźnikami wykonującymi regularne przewozy kolejowe osób pociągami pasażerskimi są m.in.: PKP Intercity, POLREGIO, Koleje Mazowieckie, Warszawska Kolej Dojazdowa, Szybka Kolej Miejska w Warszawie, Szybka Kolej Miejska w Trójmieście, Arriva RP, Koleje Dolnośląskie, Koleje Wielkopolskie, Koleje Śląskie, Usedomer Bäderbahn (połączenie Świnoujście – Seebad Heringsdorf).

### Pociągi towarowe

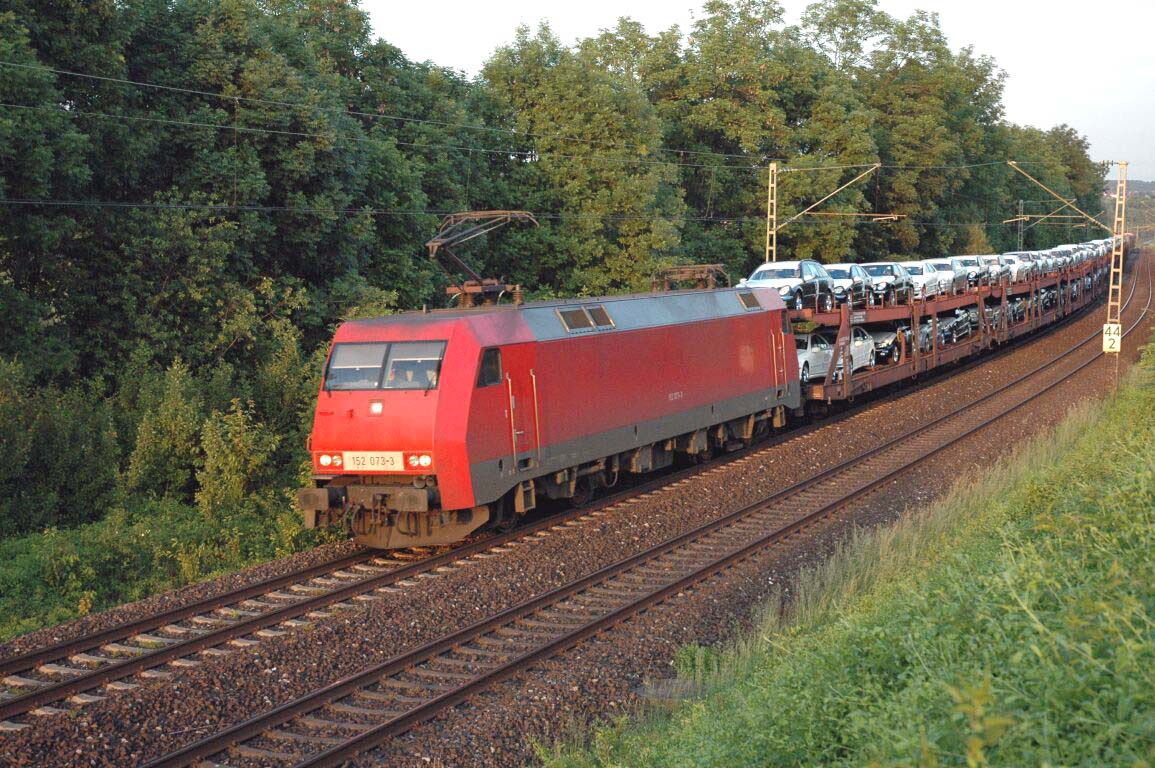
Niemiecki pociąg towarowy w XXI w.

Pociąg towarowy przeznaczony jest do przewozu ładunków (rzeczy), w szczególności masowych. Pociąg towarowy zestawiony jest co najmniej z lokomotywy i wagonu towarowego. Rodzaj wagonów zależy od tego, do przewozu jakiego znajdują one zastosowanie. Dopuszczalna liczba wagonów włączonych do pociągu towarowego, a co za tym idzie – jego długość, wynika z warunków technicznych linii, jaką będzie realizowany przejazd danego pociągu towarowego. Zasadniczo do pociągów towarowych nie włącza się wagonów osobowych, ale na zasadach określonych przepisami jest to dozwolone.

### Pociągi służbowe i technologiczne
Przeznaczenie pociągów specjalnych ma charakter niemożliwy do zaklasyfikowania ich w dwóch poprzednich kategoriach. Większość z nich służy do realizacji technicznych potrzeb kolei. Przeznaczone są do bieżącego utrzymania, konserwacji i napraw infrastruktury. Mogą to być również pociągi próbne i próżne składy pasażerskie. Ich kursowanie następuje na oddzielne zarządzenie i regulowane jest indywidualnym rozkładem jazdy.
Jedynym pociągiem, który może zostać uruchomiony bez rozkładu jazdy i jest prowadzony operatywnie, jest pociąg ratunkowy, zmierzający do miejsca wypadku kolejowego.
- pociąg nadzwyczajny specjalnego znaczenia (PONSZ)
- pociąg ratunkowy
- pociąg pogotowia sieciowego np. Plasser & Theurer MTW 100
- pociąg do układania nawierzchni
- pociąg do odchwaszczania torów
- pociąg pancerny np. pociąg pancerny „Danuta” służący w SZ II RP od 1919 do 1939 roku
- pociąg wojskowy inaczej (eszelon)

## Nazwy pociągów
Część pociągów otrzymuje nazwy, które mają charakter marketingowy i czyni je bardziej rozpoznawalnymi dla podróżnych. Jednym z bardziej znanych przykładów nazw pociągów jest Orient Express. Nazwy pociągów pochodzą od nazw geograficznych (Vindobona relacji Wiedeń – Hamburg – Wiedeń, Odra, Beskidy), od lokalnych nacji mieszkańców (Kaszub, Opolanin, Kujawiak, Przemyślanin), noszą imiona sławnych ludzi (Kopernik, Augustyn Kordecki, Cegielski), nazywane są tak, jak zawody (Górnik, Hutnik, Doker), ich patronami stają się postacie mityczne (Neptun, Posejdon, Hefajstos), od nazw szczytów (Kamieńczyk, Rachowiec, Szczeliniec Wielki), a nawet od tańców (Polonez). Liczne z nazw używane są od wielu lat i stały się wizytówką pociągów.